# دیونه ۱۰۶
سیارک ۱۰۶ (به انگلیسی: 106 Dione) صد و ششمین سیارک کشف شده‌است که در ۱۰ اکتبر ۱۸۶۸ کشف شد.
قدر مطلق سیارک برابر ۷٫۴۱ است.